# Acidobacteria
Das Phylum (Stamm/Abteilung) Acidobacteriota (veraltet Acidobacteraeota) umfasst die Acidobakterien im weiteren Sinne.
Die Bakterien dieser Gruppe sind weder mit den Pseudomonadota (Proteobakterien), den Bacillota (Firmicutes) oder anderen Bakteriengruppen näher verwandt.
Die namengebende Spezies (Typusart) für dieses Phylum, Acidobacterium capsulatum (lat. acidus: „sauer“), wurde erstmals 1991 aus sauren Bergwerksabwässern in Japan isoliert und seine Besonderheit in der phylogenetischen Stellung erkannt.
Weitere Bakterienarten, die ebenfalls zu den Acidobacteria gezählt werden, sind Holophaga foetida, Geothrix fermentans, Terriglobus roseus, Granulicella paludicola, G. pectinivorans, G. aggregans, G. rosea, Edaphobacter modestus, E. aggregans, Acanthopleuribacter pedis und Chloracidobacterium thermophilum. Neben diesen Organismen lassen sich in der wissenschaftlichen Literatur Hinweise darauf finden, dass noch viele weitere Vertreter des Phylums existieren, die bisher nicht offiziell beschrieben sind.
Der bisher geringen Anzahl an isolierten Vertretern der Acidobakterien unter Laborbedingungen steht eine große Anzahl an 16S rDNA-Sequenzen gegenüber. Im Jahr 2007 umfassten die öffentlichen Gendatenbanken über 3000 unterschiedliche Acidobakterien-Sequenzen. Ergebnisse von ersten Untersuchungen zur Phylogenie der Acidobakterien ergaben noch vier bis fünf Untergruppen innerhalb des Phylums. Mit wachsender Anzahl an Sequenzen aus den unterschiedlichsten Ökosystemen wird seitdem von mindestens 26 Untergruppen ausgegangen.
Insgesamt ist das Phylum in seiner phylogenetischen Variabilität vergleichbar mit dem Phylum der Proteobakterien.

## Vorkommen
Acidobakterien wurden bereits in einer Vielzahl von unterschiedlichen Ökosystemen nachgewiesen. In Böden stellen sie dabei oftmals den Hauptanteil der Bakterien. So lag bei molekularbiologischen Untersuchungen von Böden in Arizona der Anteil von Acidobakterien an der gesamten Bakterienpopulation bei 50 % und in alpinen Böden bei ca. 40 %. Aus Boden-, Wasser- und Sedimentproben isolierte DNA-Fragmente zeigen, dass Acidobakterien weit verbreitet sind. Acidobakterien sind daher wahrscheinlich außerordentlich divers und spielen beim mikrobiell vermittelten Stoffumsatz in der Natur eine wichtige Rolle.

## Stoffwechsel
Die große phylogenetische Varianz der Acidobakterien, die vergleichbar mit der der Proteobakterien ist, lässt auf eine ebenso große Variabilität im Stoffwechsel schließen. Bisher liegen zwar nur wenige Acidobakterien in Kultur mit einer größeren Anzahl an Daten zum Metabolismus vor, dennoch scheint sich anhand dieser wenigen Daten die vermutete große Variabilität der Acidobakterien zu bestätigen.
Acidobacterium capsulatum wächst langsam und bei geringen Nährstoffkonzentrationen, er bevorzugt oligotrophe Bedingungen. Neuere Untersuchungen weisen darauf hin, dass zumindest einige Acidobakterien auch methylotroph leben können.
Wie eine Genexpressionsanalyse 2023 zeigte, dass der Pektin abbauende Acidobakterien-Stamm MAG CO124 zwischen dissimilatorischer Sulfatreduktion und Sauerstoffatmung wechseln. Er zeigt durch diese Kombination von fakultativer Anaerobiose und Polysaccharidabbau eine zuvor unbekannte Stoffwechsel-Flexibilität, mit der er sich an einen Wechsel von anoxischen zu oxischen Bedingungen anpassen kann.
Dies zeigt, dass sich Sulfatreduktion und aerobe Atmung im selben Organismus nicht gegenseitig ausschließen: auch Sulfatreduzierer können organische Polymere mineralisieren. Die anaerobe Mineralisierung komplexer organischer Stoffe als mehrstufiger Prozess kann von einer einzigen mikrobiellen Spezies durchgeführt werden, es müssen nicht notwendigerweise verschiedene mikrobielle Gilden daran beteiligt sein.

## Systematik
Die folgende Systematik folgt der (autoritativen) List of Prokaryotic names with Standing in Nomenclature (LPSN) mit Stand vom 19. Dezember 2023.
Phylum Acidobacteriota Thrash & Coates 2021 mit den Synonymen:
- „Acidobacteriota“ Whitmanet al. 2018
- „Acidobacteraeota“ Oren et al. 2015 (Schreibvariante)
- „Acidobacteria“ Thrash & Coates 2010 (Acidobakterien, sensu lato)

Die Taxonomie des National Center for Biotechnology Information (NCBI) führt das Taxon als
Phylum Acidobacteriota corrig. Thrash & Coates 2021 mit denselben Synonymen.
Die folgende Liste umfasst nur eine beispielhafte Auswahl von Gattungen und Spezies nach der LPSN – mit kleineren Ergänzungen nach der Genome Taxonomy Database (GTDB) und der Taxonomie des NCBI:
- ?Klasse „Aminicenantia“ (GTDB)[A. 1]
  - Ordnung „Candidatus Aminicenantales“ Kadnikov et al. 2019[A. 1]
    - Familie „Candidatus Aminicenantaceae“ Kadnikov et al. 2019
    - Familie „Candidatus Saccharicenantaceae“ Kadnikov et al. 2019
- Klasse Blastocatellia Pascual et al. 2016
  - Ordnung Blastocatellales Pascual et al. 2016 (synonym „Pyrinomonadales“ Chuvochina et al. 2023)
    - Familie Arenimicrobiaceae Dedysh & Yilmaz 2018
    - Familie Blastocatellaceae Pascual et al. 2016
    - Familie Pyrinomonadaceae Wüst et al. 2016
- Klasse Holophagae Fukunaga et al. 2008
  - Ordnung Acanthopleuribacterales Fukunaga et al. 2008
    - Familie Acanthopleuribacteraceae Fukunaga et al. 2008
      - Gattung Acanthopleuribacter Fukunaga et al. 2008 mit Spezies Acanthopleuribacter pedis[9]
      - Gattung  Sulfidibacter Wang et al. 2023

  - Ordnung Holophagales Fukunaga et al. 2008
    - Familie Holophagaceae Fukunaga et al. 2008
      - Gattung Geothrix Coates et al. 1999 mit Geothrix fermentans[5]
      - Gattung Holophaga Liesack et al. 1995 mit Spezies Holophaga foetida[4]

    - Gattung Mesoterricola Itoh et al. 2023

  - Ordnung Thermotomaculales Dedysh & Yilmaz 2018
  - Familie Thermotomaculaceae Dedysh & Yilmaz 2018
- Klasse „Candidatus Polarisedimenticolia“ Flieder et al. 2021
  - Ordnung „Candidatus Polarisedimenticolales“ Flieder et al. 2021
    - Familie „Candidatus Polarisedimenticolaceae“ Flieder et al. 2021
- Klasse Terriglobia Thrash & Coates 2022 (synonym Solibacteres, „Acidobacteriae“ Oren et al. 2015, Acidobacteria corrig. (Cavalier-Smith 2002) Thrash & Coates 2011 oder mit dem zurückgewiesenen Namen Acidobacteria Cavalier-Smith 2002, nom. rej.,[21] d. h. Acidobakterien sensu stricto)[A. 2]
  - Ordnung „Candidatus Acidiferrales“ corrig. Epihov et al. 2021
    - Gattungen ohne Familienzuweisung
      - Gattung „Candidatus Acidiferrum“ corrig. Epihov et al. 2021 (mit Schreibvariante „Ca. Acidoferrum“ Epihov et al. 2021)

  - Ordnung Bryobacterales Dedysh & Yilmaz 2018 (synonym „Candidatus Solibacterales“ Brons & Van Elsas 2008)
    - Familie Bryobacteraceae Dedysh et al. 2017
      - Gattung Bryobacter Kulichevskaya et al. 2010 mit Bryobacter aggregatus
      - Gattung Paludibaculum Kulichevskaya et al. 2014
      - Gattung „Candidatus Solibacter“ Sabree et al. 2006 mit „Ca. Solibacter usitatus“
      - Gattung „Candidatus Sulfuripaludibacter“ corrig. Hausmann et al. 2018 (syn. „Ca. Sulfopaludibacter“ Hausmann et al. 2018)[A. 3] mit
„Sulfopaludibacter sp900290315“ (GTDB)[26] (alias Ca. Sulfopaludibacter sp. SbA3 oder Solibacteraceae bacterium SbA3[25])[A. 4] und
Ca. Sulfopaludibacter sp. isolate MAG_CO124[19][27]

  - Ordnung Terriglobales Thrash & Coates 2022 (synonym Acidobacteriales Cavalier-Smith 2002)
    - Familie Acidobacteriaceae Thrash & Coates 2012 (synonym „Chloracidobacteriaceae“ Saini et al. 2021)
      - Gattung Acidicapsa Kulichevskaya et al. 2012
      - Gattung "Candidatus Acidiflorens" Woodcroft et al. 2018
      - Gattung Acidipila Okamura et al. 2015
      - Gattung Acidisarcina Belova et al. 2022
      - Gattung Acidobacterium Kishimoto et al. 1991 mit Acidobacterium capsulatum[2]
      - Gattung Alloacidobacterium Zhang et al. 2022
      - Gattung Bryocella Dedysh et al. 2012
      - Gattung "Chloracidobacterium" Tank & Bryant 2015 (syn. "Candidatus Chloracidobacterium" Bryant et al. 2007) mit „Ca. Chloracidobacterium thermophilum“[10]
      - Gattung Edaphobacter Koch et al. 2008 mit Edaphobacter modestus und E. aggregans[8]
      - Gattung Granulicella Pankratov & Dedysh 2010 mit Granulicella paludicola, G. aggregans, G. pectinivorans u. G. rosea[7]
      - Gattung Occallatibacter Foesel et al. 2016
      - Gattung Paracidobacterium Zhang et al. 2022
      - Gattung Silvibacterium Lladó et al. 2016
      - Gattung Telmatobacter Pankratov et al. 2012
      - Gattung Terracidiphilus García-Fraile et al. 2016 mit
Terracidiphilus gabretensis, sowie[19]
Terracidiphilus sp. isolate MAG_BA147[28]
Terracidiphilus sp. isolate MAG_BO159[29]
Terracidiphilus sp. isolate MAG_BA46[30]
      - Gattung Terriglobus Eichorst et al. 2007 mit Terriglobus roseus[6]
- Klasse Thermoanaerobaculia Dedysh & Yilmaz 2018
  - Ordnung Thermoanaerobaculales Dedysh & Yilmaz 2018
    - Familie Thermoanaerobaculaceae Dedysh & Yilmaz 2018
- Klasse Vicinamibacteria Dedysh & Yilmaz 2018
  - Ordnung Vicinamibacterales Dedysh & Yilmaz 2018
    - Familie Vicinamibacteraceae Huber & Overmann 2018
- Klasse B3-38 [cls.] (GTDB: „c__B3-B38“)[22][A. 5][A. 6]
  - Ordnung „Candidatus Guanabaribacteriales“ corrig. Tschoeke et al. 2020 (LPSN: syn. „Ca. Guanabacteria“ Tschoeke et al. 2020,[A. 6] GTDB: „o__B3-B38“)
    - Familie B3-B38 [fam.] (GTDB: „f__B3-B38“)[A. 5]
      - Gattung „Candidatus Guanabaribacterium“ corrig. Tschoeke et al. 2020 (mit Schreibvariante „Ca. Guanabacterium“ Tschoeke et al. 2020) mit
„Ca. Guanabaribacterium sedimenti“ (alias „Ca. Guanabacterium sedimentis“)[A. 7][31][32] und
„Guanabacterium sp005223145“ (GTDB)[33] (alias NCBI: „Bacterium (candidate division B38) B3_B38“)[34][A. 8]

Zu den Acidobacteriota ohne nähere Zuordnung gehört die Spezies mit der vorläufigen Bezeichnung
- Acidobacteria bacterium RB41[35][36]